# ハガネの女
『ハガネの女』（ハガネのおんな、She's a steely woman!）は、深谷かほるによる日本の漫画作品、およびそれを原作とした連続テレビドラマ。
『YOU』（集英社）にて2007年23号より2010年15号まで連載され、2010年18号に番外編『松山六助の初恋 (1967) 』が掲載された。2010年23号からは、私立中学を舞台にした新シリーズが連載されている。単行本はクイーンズコミックスより既刊10巻（2012年3月現在）。

## あらすじ
小学校教師の芳賀稲子、通称・ハガネが、1年で3度も担任が辞めていった問題のクラスに立ち向かう。問題があるのは子供たちか、それとも保護者たちか、ハガネが学園の問題を見抜いていく。

## 登場人物

### 教員
芳賀 稲子（はが いねこ）
通称・ハガネ。35歳。独身。剣道三段。大学院修了後、小学校教師になる。結婚が決まり仕事を辞めるが、破談になる。その後、先崎の誘いもあり公立小学校に臨時採用され、問題があると言われる4年さくら組の担任となる。
「悪いことは悪い」とおかしいと思うことにもずばずばとはっきりものを言う性格。生徒と真正面から向き合い、複数の生徒に累が及ぶ場合は必ず全員の言い分を納得するまで聞く。また、嫌がらせを受けても真向に立ち向かう芯の強さを持つ。まだ結婚を諦めていない。
4年の臨時担任を終え、校長に「結婚するから」と辞意を伝えるが、まだ相手がいなかったため、相手が見つかるまでという条件付きで臨時雇用が継続される。2年目は、5年こだま組、3年目は6年かもめ組の担任となる。塩田と久々の恋愛関係になるが、彼が生徒の保護者に恋をしてしまったのに気付き、彼の結論が出るのを辛抱強く待ち、無事に結婚することになる。
先崎（せんざき）
さくら組の隣、4年かえで組の担任。芳賀とは同じ大学の友人で、同じ剣道部に所属していた。お人よしな性格で、人の腹黒さを見抜けない。既婚者で子供が2人（後に3人）いる。
藤間 真理子（ふじま まりこ）
45歳、独身。自称「腰掛け教師」。先崎とは逆に人間の裏をよく分かっており、さくら組を担任し辞めていった問題教師たちにも、辞め際にさりげなく毒を吐いた。
桑沢（くわさわ）
野球部の監督。
日夏（ひなつ）
校務員。
松山 六助（まつやま ろくすけ）
校長。猪突猛進ながらも良い結果を生んでいる芳賀の能力を理解しており、結婚したいから辞めたいと言った芳賀を、相手が見つかるまでと説得し雇用を延長した。生徒のことも1人1人を見ている。
副校長
女性。生徒や教師のことよりも学校の体面を気にして、何事も穏便に済ませたがる。
星 恵（ほし めぐみ）
3巻より登場。新卒の男性教師。図工専科。男三兄弟の長男。生徒から「めめたん」と呼ばれる。
塩田 渉（しおた わたる）
5巻より登場。6年の副担任。ハンサムで明るい。ハガネに結婚を前提に交際を申し込み付き合い始め、家族公認の仲となる。自身の大学時代の祖母の介護経験を踏まえた壮大な教育構想を持っている。運動会を見に来た中野エリに一目惚れし、彼女の積極的なアプローチもあり肉体関係を持ってしまう。最終的にハガネを選ぶが、エリに落し物を届けた際にした別れのキスの場面を写真週刊誌に撮られてしまう。

### 1年目（4年さくら組）
健（たけし）
進行性の癌を患っている。元々は快活な子だったが、4年になってから不登校になった。その後、不登校の原因は排除されたが病気の進行で登校はできない。
会田 優介（あいだ ゆうすけ）
売り物のパンに唾を吐きかけているのを、赴任前のハガネに叱られた。周りの空気を読みながら行動し、誰かが傷つくのを嫌う。広とは親友だが、ある態度が原因でハガネからいじめっ子だと勘違いされてしまう。家は資産家らしく豪邸。
母親
優介の言うことを何の疑いもなく全面的に信用しきり甘やかしているが、家庭では姑から何かにつけて嫌味を言われるなど辛い目に遭っており、優介だけが心安らぐ存在。
海老田 広（えびた ひろし）
いつも薄汚れた服を着ていたためクラスでいじめに遭っていた太めの男子。母子家庭で妹が3人いる。優介とは親友。ハガネに家事を仕込まれ、外見でいじめに遭うことはなくなる。母親の幸せを何よりも願っている。
母親
27歳。仕事はショーパブのダンサーをしている。4年の最初の保護者会で嫌な思いをして以来、学校を信用しなくなった。
西置 雪哉（にしおき ゆきや）
平日の放課後も休日も塾に通い詰め。勉強ばかりしているのは良くないからと、桑沢に無理矢理野球部に入れられたが、自身は野球を楽しんでいる。温和な性格。1年生のころから美奈のことが好きだった。
母親
教育熱心で毎日息子の塾の送り迎えをする。野球部も両立がきついだろうからとやめさせたがっている。
琴平 れもん（ことひら れもん）
内気だが温厚な性格で、男女ともに人気がある。成績も優秀。しかしウサギをいじめ抜いて殺すなど残忍な裏の顔を持ち、他人には理解出来ないことで悩みを抱えていた。ハガネに悩みをぶちまけ、後に転校する（テレビドラマ版では設定が、異なり転校せずに後に中野愛梨と親友となる）。
母親
PTA会長で高学歴の持ち主ながらそれをひけらかすようなことは決してなく、ハガネが真に生徒のことを考えてくれることを理解し応援する。家は大地主で、かつて小学校の敷地を寄付したのも琴平家。
山石 美奈（やまいし みな）
父子家庭。雪哉のことが好きで、持ち物を盗んでしまう。
父親
報道カメラマンで、度々海外へ行く。
佐藤 あかり（さとう あかり）
美奈とは保育園から一緒の親友。美奈の父親が不在がちなこともあり、よく家に泊まるため一番仲が良い。
母親
大らかな女性で、美奈のことも本当の娘のように思っている。ハガネのことを信用している。
江田 そのみ（えだ そのみ）
西置のことが好き。女の子っぽさを振りまく。

### 2年目（5年こだま組）
会田 優介 / 佐藤 あかり
#1年目（4年さくら組）を参照。
菊田 真理衣（きくた まりい）
通称・マリー。クラス一の超問題児。プライドが非常に高い。はしゃぎ回っている1年生を大声で怒鳴ったら泣かせてしまい、それを皆の前でハガネに注意され、それを根に持って嫌がらせをするようになる。星のことが好き。常に人より優位に立っていたい気質の持ち主で、すぐに他人を見下す癖がある。
母親
娘を甘やかしてお姫様扱いし、マリーが生まれてこの方他人に謝ったことがないことや、自分でグラスに水を注いだことがないことを誇る。娘がたとえ人を殺しても味方をする。同級生の母親たちにも協力を仰いだり、怪文書を作ってまでハガネを追い詰めようとする。
森野 リサ（もりの りさ）
父親はホンジュラスに赴任中で、母親と2人暮らし。真理衣とは幼稚園の年少クラスから一緒だったが、バレエやピアノの習い事の教室でリサの方が早く上達するのを気に食わない真理衣に2年生ごろからいじめられるようになる。母親が病気になってしまい、家事が得意になる。
母親
娘が真理衣からいじめられるようになったのが原因で菊田母に陥れられ、彼女の見事な弁と演技で、自分が悪者扱いされるようになり、ストレスで酒浸りの引きこもり生活になってしまう。
賀茂 和音（かも かずね）
通称・カズ。次男。キレやすい性格で、クラスの嫌われ者。父親は弁護士。進学校に通う美形の兄・響がいる。
母親
和音を産んだ後の短期間、鬱の症状に悩まされた。夫との夫婦関係は冷え切っているが、表向きはおしどり夫婦の理想の家庭で通っている。
父親
弁護士。学校行事でも積極的に手伝いをするなど表向きは人当たりが良く、世間一般的には非の打ち所のない人物。思いもよらない裏の顔を持つ。

### 3年目（6年かもめ組）
会田 優介 / 佐藤 あかり
#1年目（4年さくら組）を参照。
菊田 真理衣
#2年目（5年こだま組）を参照。
中野 愛梨（なかの あいり）
母子家庭。授業で答えが分かっても手を挙げないほどおとなしい性格。具合が悪くなる度にハガネに電話をかける。人の長所を見つけるのが得意で、真理衣がクラスで孤立しても決して放っておかない。
母親（中野 エリ）
作家としてテレビにもよく出演する。妻子ある男性との不倫が発覚し、マスコミに追いかけ回される。塩田に積極的にアプローチする。
佐野 せり（さの せり）
勉強も運動もあまりできる方ではない。私立中学校の文化祭を訪れた際に見た聖歌隊に感激し、その学校に入りたいと思うようになる。優秀な姉（中学3年生）がいる。塾に通うようになるが、思うように結果が出ず、そのストレスで持ち物を切り刻んでしまう。

## 書誌情報
- 深谷かほる 『ハガネの女』 〈集英社・クイーンズコミックス〉 既刊10巻（2012年3月現在）
  1. 2008年04月18日発売、ISBN 978-4-08-865471-3
  2. 2008年08月19日発売、ISBN 978-4-08-865490-4
  3. 2008年12月19日発売、ISBN 978-4-08-865511-6
  4. 2009年04月17日発売、ISBN 978-4-08-865526-0
  5. 2009年10月19日発売、ISBN 978-4-08-865558-1
  6. 2010年04月19日発売、ISBN 978-4-08-865577-2
  7. 2010年06月18日発売、ISBN 978-4-08-865593-2
  8. 2010年11月19日発売、ISBN 978-4-08-865607-6 - 番外編「松山六助の初恋 (1967) 」（『YOU』2010年18号掲載）収録
  9. 2011年04月19日発売、ISBN 978-4-08-865620-5
  10. 2011年09月15日発売、ISBN 978-4-08-865633-5

## テレビドラマ
テレビ朝日系で放送された日本のテレビドラマ。主演は吉瀬美智子。
吉瀬は本作が連続ドラマ単独初主演となる。
season1は、2010年5月21日から7月2日まで毎週金曜日23:15 - 翌0:15に、「金曜ナイトドラマ」枠で放送された。
season2は、2011年4月21日から6月16日まで毎週木曜日21:00 - 21:54に、「木曜ドラマ」枠で放送された。

### 概要
金曜ナイトドラマから木曜ドラマへの進出は『トリック』、『特命係長 只野仁』に続き3作目となっている。また、吉瀬はseason2でゴールデンタイムの連続ドラマにおいて初の主演を務めた。初回は、同枠として初めてとなる2時間スペシャル（20:00 - 21:48）で放送された。
season1は原作を基にしていたが、season2では、学校の分割統合による生徒同士の対立やアスペルガー症候群の生徒などをとりあげたオリジナルのストーリーとなっており、一部の回では5年生に進級した旧4年3組の生徒も出演する。ドラマの最後および公式サイト内には「このドラマで描かれているアスペルガー症候群は、ドラマ設定上のものです。アスペルガー症候群は広範囲な定義・解釈を持ち、その症状および行動特性には、個人差があります」という説明が表記されていた。
このようなseason2のアスペルガー症候群の取り扱いを巡って、原作者とトラブルを起こしてしまった（後述）。
深夜枠で放送のseason1は二桁だったが、ゴールデン枠で放送のseason2は全話通じて一桁と伸び悩んだ。
さらに、season1はDVD化されているが、season2は原作者とのトラブルの影響から今日に至るまで、発売されていない。
キャッチコピーは、「職業-小学校教師。独身-彼氏ナシ。」（season1）。

### キャスト

#### 江南区立愛河小学校

##### 教職員
芳賀 稲子〈35 → 36〉
演 - 吉瀬美智子（小学生時代：永野芽郁）
4年3組担任（season1） → 4年4組担任（season2）。当初は臨時教師だったが、生徒たちのために、season1・最終回で正規の教員免許試験を受験し合格。season2・第1話で交際していた塩田からプロポーズされるが、教師を続けるために白紙に戻す。
塩田 渉〈29 → 30〉
演 - 要潤（season2では友情出演）
4年3組副担任（season1） → 聖修館学園教師（season2）。飲食店チェーン・塩田グループの御曹司。season2・第1話で稲子にプロポーズするが、オランダに3年間留学することになる。しかし言葉が通じない環境でホームシックになって日本に帰国するが、セラヴィナに旅立った稲子と入れ違いになり、稲子を訪ねてきた翼を励まし、真理子と会う中で自信を取り戻し、稲子の帰国を待たずに再びオランダに旅立った。
先崎 徹〈35 → 36〉
演 - 設楽統（バナナマン）
4年1組担任。学年主任。
桑沢 健吾〈40〉
演 - 吉家章人
3年担任（season1） → 4年3組担任（season2）。野球クラブの監督。
藤間 真理子〈45 → 46〉
演 - 清水ミチコ
4年2組担任。元子役。
水川 真紀
演 - 坂口理恵
養護教諭。
小森 美千代〈50〉
演 - 宍戸美和公
副校長。
松山 六助〈59〉
演 - 綾田俊樹（- season2・第1話、最終話）
校長。温厚な性格。season2・第1話で定年退職後は特別支援学級で補助教師をしている。
野村 敏之〈55〉
演 - 高橋克実（season2より）
松山の後任となる新校長。見た目は強面で無愛想だが、気さくな性格。趣味は日曜大工。
水嶋 恭平〈26〉
演 - 斎藤工（season2より）
4年4組副担任。大学を卒業したばかりの新任教師。教育には無関心で事なかれ主義だが、自身の境遇から子供を振り回す親に対しては怒りを見せる。親に言われるまま教員採用試験を受け教師になったため、当初はすぐに辞めようと思っていたが、稲子や4年4組の生徒たちと関わるうちに、自分の知らない自分に気づかされ、教師の仕事にやりがいを見出していく。
上川 俊一〈37〉
演 - 片岡愛之助（season2より）
心理カウンセラーの資格を持つ養護教師。

##### 4年3組 (season1)
※season2最終話にも出演。
- 会田 優介 - 林遼威
- 安部 祐一郎 - 新田海統
- 海老田 広 - 戸谷駆
- 賀茂 和音 - 今井悠貴

ある家庭事情により長期にわたり学校を休んでいた。後に母親（諒子）の事故死後は伯父である諒子の兄に引き取られ転校していった。
- 川崎 聡羽 - 吉田翔
- 小泉 隆行 - 松井瑛介
- 鈴木 楽斗 - 鈴木駿介
- 西置 雪哉 - 宮城孔明
- 橋本 航太郎 - 熊谷瑠衣
- 本田 青龍 - 林田光輝
- 森 純 - 中野澪
- 山波 隼一 - 石井蒼月
- 江田 そのみ - 青木珠菜
- 菊田 真理衣 - 吉田里琴（現：吉川愛）
- 琴平 れもん - 柴田杏花（現：杏花）
- 佐藤 あかり - 佐藤日向
- 佐野 亜弥美 - 佐々木麻緒
- 佐野 せり - 日向ななみ
- 島袋 愛彩 - 峰岸花奈
- 高田 百合 - 恒松祐里
- 中野 愛梨 - 大橋のぞみ
- 森野 リサ - 宮武祭
- 山石 美奈 - 八木優希
- 由井 南美 - 高瀬岬
- タオ・ビンセン - 黒崎レイナ（season2・第1[5]、5話）

日本で生まれ育ったセラヴィナ共和国（インド洋にある架空の国）国籍の少女。14年前からの不法入国で両親が国外退去となり、強制退去でセラヴィナ共和国に帰国する3学期いっぱいまでの間、愛河小学校の4年3組に転入してくる。帰国後は子供たちからセラヴィナ語を教わり、そのお礼に日本語を教えている。

##### 4年4組 (season2)

###### 男子児童
明石 翔太
演 - 芦田翔悟
元は渋谷亮介の取り巻きの一人。髪を金髪に染めているいじめっ子な少年。酒井和也の十円ハゲを見つけてからかうが、彼とは昔同じ保育園に通っており、転入して来た際、いじめにあったところを助けられたことがある。和也と以前のように親しくなるために髪を坊主にし渋谷達と決別、彼と和解した。以降は水河小のメンバーとつるむようになった。
秋山 蓮
演 - 萩原利久
渋谷亮介の取り巻きの一人。
大林 海斗
演 - 橋本一輝
水河小学校からの転入生。パーマのかかった髪が特徴的な少年。駿、友喜らと親しい。
酒井 和也
演 - 室井響
水河小学校からの転入生。サッカーが好きな少年。頭に円形脱毛症があるため、いつも帽子を被っていて、そのことでいじめに遭う。穏やかかつ優しい性格で、翔太が保育園の時に転入して来た際、いじめにあったところを助けたことがある。実家は鮮魚店を営む。
渋谷 亮介
演 - 渋谷龍生
クラスのガキ大将的存在の少年。唇を触るのが癖。明石翔太が酒井和也と幼馴染であることを知り、グループから追い出す。双子の弟・隆介と一緒に私立小学校を受験したが、自分だけ失敗したため、弟への劣等感を持っている。麻理子が自分の悪口を言っていたのを聞き、その報復として体育の授業中に麻理子の服を切り刻むところを友喜に目撃されて口止めする。これは弟と比べられて苦しんでいる気持ちを知った友喜が名前を言わなかったために臨時保護者会でハガネが学校を辞めさせられる事態にまで発展するが、夏希が「自分が犯人だ」と名乗り出たのを皮切りに、4組のクラスメートたちが次々と同様に名乗り出てハガネを辞めさせないよう雪子に嘆願した姿を見て、本当は自分がやったと名乗り出る。
高木 祐也
演 - 鷲田詩音
西山望と親しい少年。平和主義のため、真壁友喜の転校の投票では反対派に入れた。プロのミュージシャンになるのが夢でギターをやっている。病気で左耳がほとんど聞こえなくなってきているが、両親にギターをやめさせられるのが嫌で、望以外にはそのことを隠していた。聞こえない耳を常にサポートしていた望の有り難味をハガネに気付かされ、病院に行く決意をする。
津川 卓巳
演 - 箭内一至
渋谷亮介の取り巻きの一人。しかしグループ発表会で同じグループになった時は作業を放棄してる渋谷に対しては「ほっとこう」と突き放していた。
西山 望
演 - 谷藤力紀
高木祐也と親しい少年。彼と同じく平和主義であり、真壁友喜の転校の投票では反対派に入れた。祐也の左耳が聞こえないことをハガネに打ち明けた。天体観測が趣味らしく望遠鏡を持っている。
古田 翼
演 - 佐藤涼平
二宮敦子と同じく、いつも勉強ばかりしている少年で、クラスでは孤立している。合宿制の進学塾である鷹山塾で学んでおり、学校での成績は良いが塾では最下位が続いて強制退会寸前の状態。ある日40度の熱を出した塾生の剛志を心配して、塾長に無断で両親に迎えにくるよう連絡したため、ついに強制退会処分になる。家に戻ると父親にそれをなじられ、激昂して父親を階段から突き落としてしまう。鉄道好きで、好物はコロッケとハンバーグ。父親は東京大学を卒業した警察のエリート官僚。
真壁 友喜
演 - 浦上晟周
水河小学校からの転入生。アスペルガー症候群という障害を持った少年。自分の意思で特別支援学級のある学校ではなく、統合先の愛河小学校への転校を決める。クラスメートにも敬語で話す。夏希と親しい。水嶋がタバコを吸っていた現場を目撃して脅され、その直後に起きた小火を見てパニックになり、消火器を直接火に投げ込んだことで障害が問題視され、去就をクラス投票で決められることになってしまう。
渡部 駿
演 - 渡邉甚平
水河小学校からの転入生。ボクシングジムに通っており、正義感や喧嘩に強い少年で、初期の出身校グループ同士のイザコザに割って入っていた。幼馴染の京子とは気持ちが通じ合っているが、ある日京子に頼まれて莉奈を助け、莉奈にも好意を寄せられてしまうことになる。その後同じジムに通い出した莉奈からジム通いを母親に言わないよう口止めされたため、トラブルの原因となってしまう。

###### 女子児童
浅野 夏希
演 - 鍋本凪々美
水河小学校からの転入生。水河小グループの中心的存在で出身校グループ同士のモメごとには必ず割って入る。ハガネの元教え子である西堀マナの彼氏・浅野達也の子供。離別した母親のことを今でも忘れられず、父親が再婚しようとしているマナのことを嫌っている。水河小時代、家庭のことで荒れていた際に、友喜に諭されたことで彼と親しくなり何かと世話を焼くようになる。
足立 雪
演 - 大村らら
野元はるかの取り巻きの一人。
坂本 京子
演 - 田辺桃子
水河小学校からの転入生。渡部駿とは幼馴染であり、彼に好意を持っている。駄菓子屋を経営する祖母と暮らしており、祖母が病気で入院した際、ハガネの家に泊めて貰ったことがある。駿を巡って三角関係になった莉奈と和解し、モデルの職場体験をさせてもらった。ただし三角関係はその後も続いている様子。
佐藤 ひかり
演 - 須佐遥
ハガネの教え子の一人である、佐藤あかりの妹。真壁友喜の転校の投票では反対派に入れた。登場当初からハガネには好意的。
鈴木 花音
演 - 大作空
野元はるかの取り巻きの一人。
曽根 美月
演 - 石井萌々果
いつも笑顔を絶やさない不思議ちゃん（あるいは電波系）な少女。虚言癖があり、周囲からの注目を集めるためにクラスの問題の原因を作っては喜ぶ。それが原因でクラスから孤立したが、それを諭したハガネまでも騙してついには大怪我を負わせるに至った。その後話し相手になってほしいと上川に声をかけられ、相談室を訪れるようになる。学習発表会ではなかなか言葉が出なかった友喜が話し出すキッカケを作った。両親は税理士事務所を開いている。
長田 美穂
演 - うらん
水河小学校からの転入生。浅野夏希や坂本京子と親しい少女。
中山 さくら
演 - 原舞歌
水河小学校からの転入生。浅野夏希や坂本京子と親しい少女。学力テストで偏差値70を越える学年トップの成績を取るほどの才女だが、仲間はずれになるのが怖くて水河小時代からそれをずっと隠し通していた。テストの成績をはるかがバラしたために夏希たちとの仲に亀裂が入るが、その後和解する。私立の進学校に通う5歳上の姉がいる。
二宮 敦子
演 - 澤田真里愛
私立光学院女子小学校の受験に失敗し、いつも勉強ばかりしている少女。クラスメートを見下しているため、孤立している。同じ塾に通う杏里と親しかったが、学校のレベルを見下した上、実力テストで彼女を抜かしたことによって絶交される。学校でも塾でも孤立していたが、自分が変わることでクラスの中に居場所を見つける。同じ塾に通っていた菊田真理衣と親しい。バク転が得意。真壁友喜の転校の投票では転校、反対票が同数で並ぶ中自身がクラス最後の一票目として反対派に入れたことによって友喜の残留を決定づけることになった。
野元 はるか
演 - 遠藤由実
愛河小女子グループの中心的存在の少女。真壁友喜が起こした問題を母親に話し、彼を転校させるように頼む。その後、父親が海外赴任先で部下の女性と付き合い、子供を作ったことが原因で両親が離婚することになり、苦悩する。大島流太鼓教室に通っており、発表会ではセンターを務めた。
松谷 莉奈
演 - 野津友那乃
「JS☆Shine」という雑誌のモデルをしている少女。駿が転向してきた当初から彼に好意を抱いており、上級生たちに絡まれているところを助けられたことによってより本気となる。そのため真壁の転校を決める投票では駿に少しでも好意を持ってもらいたいがために反対派に入れた。本当はモデルをすることに抵抗を持っており、食事制限をしたり好きな服を着れず、母親の言いなりになり、自分の意志を母親に主張出来ずにいる。母親に人形と呼ばれることを嫌う。
三ノ輪 美結
演 - 内野亜彩
野元はるかの取り巻きの一人。彼女と同じく真壁友喜が起こした問題のことを母親に話し、彼を転校させるように頼む。
宮越 未来
演 - 粟生睦未
野元はるかの取り巻きの一人。

##### その他の生徒
杉田
演 - 川崎槙吾（season2・第1話）
愛河小学校6年生。深森小学校に通ういとこがタオに怪我をさせられて憎んでおり、広を脅して万引きの罪をタオに着せる。そのことを暴露されるも、反省も謝罪もせず卒業してしまった。
上級生
演 - 糟谷健二、松平和希、長部一輝（season2・第4話）
秋葉 麻理子
演 - 笠菜月（season2・最終話）
4年3組の生徒。亮介の悪口を言い、それを聞いた亮介に服をハサミで切り刻まれる。
麻理子の同級生
演 - 成嶋こと里、越智まりな（season2・最終話）

#### 4年3組の保護者 (season1)
- 中野 エリ〈38 → 39〉〔中野愛梨の母親〕 - 横山めぐみ
- 会田 奈緒子〔会田優介の母親〕 - 桜井明美
- 海老田 リカ〔海老田広の母親〕 - 吉澤ひとみ
- 琴平 あずさ〔琴平れもんの母親〕 - 高橋ひとみ
- 西置 怜子〔西置雪哉の母親〕 - 西山繭子
- 山石 一樹〔山石美奈の父親〕 - 津田寛治
- 菊田 涼子〔菊田真理衣の母親〕 - 荻野目慶子
- 森野 紀美子〔森野リサの母親〕 - 宮澤美保
- 賀茂 諒子〔賀茂和音の母親〕 - 高橋由美子

和音を産んだ後の短期間、一時的に鬱の症状に悩まされ薬を服用していたが、回復後もそのことを理由に牧人から心を病んでいると言われ続けていた。和音が唯一心安らぐ存在であったが、後に夫から逃げる途中にハガネの目の前で、車に轢かれ事故死してしまう。
- 賀茂 牧人〔賀茂和音の父親〕 - 村上淳

弁護士。学校行事でも積極的に手伝いをするなど表向きは人当たりが良く温厚な人物ではあるが、思いもよらない裏の顔の一面を持つ。妻の事故死後も、自身の暴力に関して反省を示さなかった挙句、息子の和音に向かってお前は失敗作だと暴言を吐いたため、憤慨したハガネから鉄拳制裁を受けた。
- 野元 賢一〔賀茂和音の伯父〕 - 菅原大吉
- 佐野 早苗〔佐野せりの母親〕 - 磯野貴理子

#### 4年4組の保護者 (season2)
- 真壁 笑美子〔真壁友喜の母親〕 - 紺野まひる
- 野元 雅子〔野元はるかの母親〕 - 佐藤藍子
- 三ノ輪 奈津〔三ノ輪美結の母親〕 - 紺野千春
- 藤井 亜紀
- 村瀬 由衣
- 酒井 大助〔酒井和也の父親〕 - 梶原善
- 酒井 奈津子〔酒井和也の母親〕 - 大久保佳代子
- 松谷 真知子〔松谷莉奈の母親〕 - 国生さゆり
- 坂本 千代〔坂本京子の祖母〕 - 小野敦子
- 富樫〔渡部駿の叔父〕 - 康喜粥
- 古田 修一〔古田翼の父親〕 - 滝藤賢一
- 古田 早苗〔古田翼の母親〕 - 西尾まり
- 曽根 孝弘〔曽根美月の父親〕 - 近江谷太朗
- 曽根 真紀子〔曽根美月の母親〕 - 山口香織里
- 野元 政伸〔野元はるかの父親〕 - 久ヶ沢徹
- 浅野 達也〈35〉 - 松本利夫（EXILE）

浅野夏希の父親で、マナの恋人。青果市場で働いている。バツイチ。
- 横田 香 - 笛木優子（第5・7話）

浅野達也の元妻で浅野夏希の母親。子供が苦手で、出産も躊躇していた。夏希を産んでからは後悔ばかりを口にし、自由になりたいと2年前に金を持ち出して家を出たが、金を借りるために達也や夏希の前に現れる。

#### その他保護者
秋葉 雪子
演 - 生稲晃子（season2・最終話）
秋葉麻里子の母親でPTA会長。無理難題を押し付けるモンスターペアレント。

#### その他
西堀 マナ〈17 → 18〉
演 - 有村架純
芳賀稲子の元教え子（小学5年生の時の担任が稲子）。中学時代はいじめられていたが、稲子の元で笑顔を取り戻し、いじめていた相手を見返して猛勉強に励み、高校に進学。しかし父親がリストラにあい、授業料が払えなくなったため学校に無断でバイトをしたのがバレて退学となり、その後は洋食店で働きながら、シェフになる勉強をしている。交際していた達也からのプロポーズを受けるが、夏希からは母親面しないでと言われ、夏希に母親として認めてもらえるよう奮闘する。夏希にひどいことを言った香をひっぱたくが、それでも香をかばった夏希にとっては母親だと思い知り、達也と別れる。その後夏希と和解し、達也とよりを戻す。

#### ゲスト

##### season1（2010年）

###### 第1話
稲子の元彼
演 - 須田邦裕
寿退社した稲子に婚約解消を告げる。

###### 第5話
杉本 彬子
演 - 川嶋紗南（第6話）
芳賀稲子の小学生時代の友人。教師をしていた父親の暴力を受け、自分のために母親が自由になれないと苦しんだ末、区役所の屋上から事故に見せかけて飛び降り自殺する。ささいな行き違いから彬子を救えなかったことが稲子のトラウマとなる。

###### 第6話
真鍋 一馬
演 - 本間しげる（最終話、season2・第1話）
教育委員会委員。

##### season2（2011年）

###### 第1話
水沢 保
演 - 小木茂光
東京入国管理局の入国管理官。
松本 加奈
演 - 山田海遊
青木 紀子
演 - 森田想
タオがいた深森小学校の同級生。

###### 第2話
杏里
演 - 松田亜美（第8話）
私立光学院女子小学校の生徒。同じ塾に通う敦子と親しかったが、学校のレベルを見下された上、実力テストで敦子に抜かされ、絶交する。
杏里の友人
演 - 下山瑠惟、吉原怜那（第8話）※第2話はノンクレジット

###### 第4話
「JS☆Shine」のカメラマン
演 - 成田優介（JJポリマー）
ショップの店員
演 - 山口ひろ子
「JS☆Shine」のモデル
演 - 西口瑞姫
ヨネクラボクシングジムの練習生
演 - 松本圭佑

###### 第5話
鷹村 大介
演 - 柄本明
全寮制の私塾・鷹村塾の塾長。元々は公立学校の教師だったが、内情（モンスターペアレントや自己保身しか頭にない教師の蔓延）に失望し私塾を開く。非常に厳格かつ合理的な現実主義・帝王学主義者で、塾生にプレッシャーや体罰を加えることも辞さない。間接的に自分のやり方が原因で騒ぎが起きても、平然とした態度でいる。
池田 剛志
演 - 荒木博斗
鷹村塾の塾生。40度の熱を出した時、両親に迎えにくるよう無断で連絡した翼が塾を辞めさせられる。
青果市場の従業員
演 - マシューまさるバロン
屋台の店主
演 - 日村勇紀（バナナマン）

###### 第6話
佐久間
演 - 浜近高徳
江南警察署の刑事。
高校生
演 - 重岡陽人、平野隆士、斉藤智哉

###### 第7話
大島流太鼓教室の講師
演 - 吹上タツヒロ
香の男
演 - いけだしん

###### 第8話
栄光ゼミナールの事務員
演 - 加藤裕
渋谷 隆介
演 - 渋谷樹生（最終話）
亮介の双子の弟。私立の小学校に通っている。

### スタッフ
- 原作 - 深谷かほる「ハガネの女」（集英社『YOU』連載中）※season2・最終話ではクレジット削除（理由は後述）
- 脚本 - 大石哲也
- 音楽 - 中塚武
- 監督 - 唐木希浩、常廣丈太（テレビ朝日）
- 主題歌
  - season1 - ケツメイシ「仲間」（トイズファクトリー）
  - season2 - ケツメイシ「こだま」（トイズファクトリー）
- オープニングテーマ
  - season2 - ケツメイシ「仲間」（トイズファクトリー）（第1話 - 第3話）
- 挿入歌
  - season2 - ケツメイシ「現実は戦場」「バラード」「お二人Summer」「君とつくる未来」「君と僕の季節」（トイズファクトリー）
- 技術協力 - ビデオスタッフ
- 美術協力 - テレビ朝日クリエイト
- 照明協力 - ザ・ホライズン
- 音響効果 - メディアハウスサウンドデザイン
- 技斗 - 佐々木修平
- チーフプロデューサー - 佐藤涼一（テレビ朝日、season2）
- プロデューサー - 中込卓也・飯田爽（テレビ朝日）、下山潤（トータルメディアコミュニケーション）
- 制作協力 - トータルメディアコミュニケーション
- 制作著作 - テレビ朝日

### 放送日程

#### season1
- 2010年5月21日 - 7月2日、全7話。

| 各話                                                           | 放送日        | サブタイトル                 | 演出     | 視聴率 |
| -------------------------------------------------------------- | ------------- | ---------------------------- | -------- | ------ |
| Round1                                                         | 2010年5月21日 | 闘う女教師!! 35歳…独身       | 唐木希浩 | 12.7%  |
| Round2                                                         | 5月28日       | 学級崩壊の真相…美少女の微笑  | 唐木希浩 | 08.5%  |
| Round3                                                         | 6月04日       | イケメン優等生が嫌われる理由 | 常廣丈太 | 12.7%  |
| Round4                                                         | 6月11日       | 怒りの女王様!! 恐怖の報復    | 常廣丈太 | 09.4%  |
| Round5                                                         | 6月18日       | 不登校児童が連れてきた悪魔!! | 唐木希浩 | 09.9%  |
| Round6                                                         | 6月25日       | 悲しい過去が甦る…生徒失踪!!  | 常廣丈太 | 08.8%  |
| Final Round                                                    | 7月02日       | 届け仲間へ!! 最後の特別授業  | 唐木希浩 | 10.2%  |
| 平均視聴率 10.3%（視聴率はビデオリサーチ調べ、関東地区・世帯） |               |                              |          |        |

#### season2
- 2011年4月21日 - 6月16日、全9話。

| 各話                                                          | 放送日        | サブタイトル                                                                           | 演出     | 視聴率 |
| ------------------------------------------------------------- | ------------- | -------------------------------------------------------------------------------------- | -------- | ------ |
| Round1                                                        | 2011年4月21日 | 希望の教室を作る!! 闘う女教師が復活!! 不法滞在少女と4年3組の34日間… アリガトウ仲間たち | 唐木希浩 | 9.3%   |
| Round2                                                        | 4月28日       | 嵐の新学期始まる                                                                       | 唐木希浩 | 6.1%   |
| Round3                                                        | 5月05日       | ハガネ、断髪する                                                                       | 常廣丈太 | 6.4%   |
| Round4                                                        | 5月12日       | 痛い初恋の行方…                                                                        | 常廣丈太 | 8.0%   |
| Round5                                                        | 5月19日       | 理想の学校ってどこにある                                                               | 唐木希浩 | 7.5%   |
| Round6                                                        | 5月26日       | 天才少女と嘘をつく少女!?                                                               | 常廣丈太 | 7.1%   |
| Round7                                                        | 6月02日       | 家庭の事情…負けないで!!                                                                | 唐木希浩 | 7.7%   |
| Round8                                                        | 6月09日       | 最終章 そして希望の教室へ                                                              | 常廣丈太 | 6.6%   |
| Final Round                                                   | 6月16日       | さよなら、ハガネ                                                                       | 唐木希浩 | 7.3%   |
| 平均視聴率 7.5%（視聴率はビデオリサーチ調べ、関東地区・世帯） |               |                                                                                        |          |        |

### ドラマ化における問題
- season1とは異なり、オリジナルストーリーとなったseason2であったが、第2話の中でアスペルガー症候群の友喜を生徒たちに多数決をさせて学校に残すかどうかを決めた描写に同意しないことを理由に、深谷かほるはseason2・最終話で原作者を降り、クレジットも削除してもらったことを、自身のオフィシャルサイト上で明らかにした[8]。

### 遅れネット局
season1
| 放送対象地域   | 放送局               | 系列           | 放送開始日     | 放送終了日    | 放送時間           | 遅れ日数     |
| -------------- | -------------------- | -------------- | -------------- | ------------- | ------------------ | ------------ |
| 静岡県         | 静岡朝日テレビ(SATV) | テレビ朝日系列 | 2010年4月21日  | 2010年7月2日  | 金曜 23:45 - 24:45 | 30分遅れ     |
| 近畿広域圏     | 朝日放送(ABC)        | テレビ朝日系列 | 2010年4月21日  | 2010年7月2日  | 金曜 24:24 - 25:24 | 1時間9分遅れ |
| 鳥取県・島根県 | 日本海テレビ(NKT)    | 日本テレビ系列 | 2010年12月23日 | 2011年2月3日  | 木曜 25:38 - 26:38 | 216日遅れ    |
| 高知県         | テレビ高知(KUTV)     | TBS系列        | 2010年7月16日  | 2010年8月27日 | 金曜 24:20 - 25:20 | 56日遅れ     |
| 宮崎県         | 宮崎放送(MRT)        | TBS系列        | 2011年3月17日  | 2011年5月5日  | 木曜 23:55 - 24:55 | 300日遅れ    |

season2
| 放送対象地域 | 放送局        | 系列                                       | 放送開始日    | 放送終了日    | 放送時間           | 遅れ日数 | 備考                                  |
| ------------ | ------------- | ------------------------------------------ | ------------- | ------------- | ------------------ | -------- | ------------------------------------- |
| 福井県       | 福井放送(FBC) | 日本テレビ系列 テレビ朝日系列 クロスネット | 2011年4月23日 | 2011年6月18日 | 土曜 21:00 - 21:54 | 2日遅れ  | 初回2時間スペシャルのみ 21:00 - 22:48 |
| 宮崎県       | 宮崎放送(MRT) | TBS系列                                    | 2011年5月16日 | 2011年7月11日 | 月曜 15:00 - 15:55 | 25日遅れ | 初回2時間スペシャルのみ 14:00 - 15:55 |

| テレビ朝日系 金曜ナイトドラマ             | テレビ朝日系 金曜ナイトドラマ                | テレビ朝日系 金曜ナイトドラマ          |
| 前番組                                    | 番組名                                       | 次番組                                 |
| ----------------------------------------- | -------------------------------------------- | -------------------------------------- |
| 警部補 矢部謙三 （2010.4.9 - 2010.5.14）  | ハガネの女 （2010.5.21 - 2010.7.2）          | 熱海の捜査官 （2010.7.30 - 2010.9.17） |
| テレビ朝日系列 木曜ドラマ                 |                                              |                                        |
| 告発〜国選弁護人 （2011.1.13 - 2011.3.3） | ハガネの女 season2 （2011.4.21 - 2011.6.16） | 陽はまた昇る （2011.7.21 - 2011.9.15） |